# José de la Paz Herrera
José de la Paz Herrera Uclés, közismert nevén Chelato Uclés (Soledad, 1940. november 21. – Tegucigalpa, 2021. április 28.) hondurasi válogatott labdarúgó, labdarúgóedző.

## Pályafutása

### Klubcsapatban
1965 és 1966 között az Atlético Español csapatában játszott.   

### Edzőként
Edzői pályafutását 1969. december 14-én kezdte a Motagua csapatánál. 1970 és 1971 között az Olimpia, 1972 és 1975 között a Real España, 1975 és 1977 között a CD Marathón, 1977 és 1980 között pedig a Broncos vezetőedzője volt. 1980-ban kinevezték a hondurasi válogatott szövetségi kapitányának, mellyel 1981-ben megnyerte a CONCACAF-bajnokságot és ezáltal kivezette a válogatottat az 1982-es világbajnokságra, ahol Spanyolország és Észak-Írország ellen 1–1-es döntetlen játszottak, Jugoszlávia ellen pedig 1–0-ás vereséget szenvedtek.
1983 és 1984 között a Pumas UNAH csapatát edzette, majd 1985-ben egy kis időre ismét kinevezték a hondurasi válogatott élére. 1987-től 1989-ig a Marathón együttesénél dolgozott. 1990-ben Mexikóban a Santos Lagunát irányította de nem sokkal később Costa Ricába tette át a székhelyét, ahol a CS Cartaginés csapatánál vállalt munkát. 1992-ben hazatért Hondurasba az Olimpiához, mellyel megnyerte az 1992–93-as bajnoki idényt. 1995 és 1996 között az Independientét edzette, majd 1996 és 1998 között ismét az Olimpiánál dolgozott és 1997-ben újabb bajnoki címet szerzett.
1999-ben a hondurasi U20-as válogatott szövetségi edzőjeként részt vett a Nigériában rendezett 1999-es ifjúsági világbajnokságon. Később dolgozott még a Platense (1999–2000), a Marathón (2001–02) és az Olimpiai (2003–04) együtteseinél. Utóbbival a 2003–04-es Clausura idényben megszerezte a harmadik bajnoki címét. 2004 és 2007 között immáron harmadik alkalommal irányíthatta a hondurasi válogatottat. A 2005-ös CONCACAF-aranykupán az elődöntőig jutott a nemzeti csapattal.
2008-ban a Marathón edzője, 2010 és 2011 között Belize szövetségi kapitánya volt. 2011-ben visszatért a Marathónhoz, 2012-ben pedig a Real España trénereként fejezte be a több mint negyven éven át tartó edzői pályafutását.

## Sikerei, díjai

### Edzőként
Real España
- Hondurasi bajnok (1): 1974–75

CD Marathón
- Hondurasi bajnok (1): 2001–02 Apertura

CD Olimpia
- Hondurasi bajnok (3): 1992–93, 1996–97 2003–04 Clausura

Honduras
- CONCACAF-bajnokság (1): 1981